# Dasypops schirchi
Dasypops schirchi is een kikker uit de familie smalbekkikkers (Microhylidae). De soort werd voor het eerst wetenschappelijk beschreven door Paulo de Miranda Ribeiro in 1924. Oorspronkelijk werd de wetenschappelijke naam Microhyla schirchi gebruikt. Het is de enige soort uit het geslacht Dasypops. De soortaanduiding schirchi is een eerbetoon aan Paulo F. Schirch.
De soort is endemisch in zuidoostelijk Brazilië en is aangetroffen tot een hoogte van 60 meter boven zeeniveau. De habitat bestaat uit bossen en bosranden, open gebieden worden gemeden. Een belangrijke bedreiging zijn de aanpassingen van het landschap door de mens, zoals industrialisatie, bosbouw, agrarische activiteiten en menselijke bebouwing. Omdat de kikker een verscholen levenswijze heeft, is het niet precies bekend hoe de soort er voor staat in aantal en verspreidingsgebied.
De voortplanting van deze bodem bewonende kikker vindt plaats in tijdelijke poelen in bossen en bosranden.
Chiasmocleis · 
Ctenophryne · 
Dasypops · 
Dermatonotus · 
Elachistocleis · 
Gastrophryne · 
Hamptophryne · 
Hypopachus · 
Nelsonophryne